# Vittorio Mussolini
Pour les articles homonymes, voir Mussolini (homonymie).
Vittorio Mussolini, également appelé Tito Silvio Mursino, est un aviateur, scénariste et critique de cinéma italien. Deuxième fils du duce Benito Mussolini, il est né à Milan le 27 septembre 1916 et mort à Rome le 12 juin 1997.
Parallèlement à sa carrière de pilote d’aviation, durant laquelle il se distingua notamment dans la guerre d’Abyssinie, il s’intéressa plus particulièrement au cinéma, écrivant et supervisant plusieurs films, notamment en collaboration avec Roberto Rossellini, et rédigeant des critiques de cinéma. Après la Seconde Guerre mondiale, il passa vingt ans en exil en Argentine puis revint en Italie, où il s’évertua à honorer la mémoire de son père, publiant des ouvrages révisionnistes et assurant la garde de la résidence familiale des Mussolini à Forlì.

## Biographie

### Jeunes années et aviation
Vittorio, deuxième enfant de Benito Mussolini et de Rachele Guidi, eut à peine l’occasion de voir son père, largement absent du domicile familial. Vittorio passait pour être le plus intellectuel des cinq enfants, et le plus porté sur les arts. Il fréquenta le prestigieux lycée Torquato Tasso de Rome, où il lia connaissance avec Ruggero Zangrandi, dont il partageait la passion pour l’écriture et le journalisme et avec qui il fonda une revue scolaire, La penna dei ragazzi (litt. « la plume des garçons », nom changé plus tard en Anno XII, puis Anno XIII). Ensemble, les deux jeunes gens mirent encore sur pied un mouvement de jeunesse dénommé Novista, aux ambitieux desseins idéologiques.
À l’âge de 20 ans, peu après avoir obtenu son brevet de pilote, Vittorio passa lieutenant de la force aérienne italienne et, au déclenchement de la guerre d’Éthiopie (1935 - 1936), fut versé, conjointement avec son frère cadet Bruno et son beau-frère Galeazzo Ciano, dans la 14e escadrille Quia sum leo (connue également comme Testa di leone, 'Tête de lion'), et amené ainsi, entre autres, à bombarder Adoua au tout début de la guerre. Il se fit du reste remarquer par sa bravoure et ses prouesses d’aviateur, au point d’être donné en exemple et de se voir décerner en 1936 la Médaille commémorative des opérations militaires en Afrique orientale (rôle combattant).
De retour en Italie, il fit paraître un ouvrage relatant ses expériences en Abyssinie, intitulé Voli sulle ambe, où il présenta sa guerre en Éthiopie comme « le plus beau et le plus complet des sports » et en recommandait l’expérience à tous ses lecteurs. On peut y lire notamment le passage suivant :

« Je n’avais jamais vu un grand incendie, bien que j’aie souvent suivi les autos des pompiers… C’est peut-être parce que quelqu’un avait entendu parler de cette lacune de mon éducation qu’une machine de la 14e escadrille a reçu l’ordre d’aller bombarder la zone d’Adi-Abo exclusivement avec des bombes incendiaires. Nous devions mettre en feu les collines boisées, les champs et les petits villages. Tout cela était très divertissant… À peine les bombes touchaient-elles le sol qu’elles éclataient en fumée blanche, et une flamme gigantesque s’élevait pendant que l’herbe sèche se mettait à brûler. Je pensais aux animaux. Mon Dieu, ce qu’ils couraient !... Lorsque les châssis porte-bombes furent vides, j’ai commencé à lancer des bombes à la main… C’était très amusant. Une grande « zariba » entourée de grands arbres n’a pas été facile à atteindre. J’ai dû viser très exactement et je n’ai réussi qu’à la troisième fois. Les malheureux qui s’y trouvaient ont sauté au-dehors lorsqu’ils ont vu leur toit brûler et se sont enfuis comme des fous… Entourés d’un cercle de flammes, quatre à cinq mille Abyssins sont arrivés à leur fin par asphyxie. On aurait dit l’enfer : la fumée s’élevait à une hauteur incroyable, et les flammes coloraient en rouge tout le ciel noir. »

Vittorio Mussolini s’engagea aussi comme pilote de guerre dans la guerre d’Espagne en 1936, aux côtés des nationalistes, et plus tard, dans la Deuxième Guerre mondiale.
Ayant lié connaissance avec de nombreux juifs, aussi bien dans le cinéma que dans le sport (il participa avec Orlando Piperno, d’origine juive, à la course automobile Mille Miglia, et finit dixième), il fut, semble-t-il sincèrement, opposé aux lois raciales promulguées par son père en 1938.

### Cinéma et années de guerre

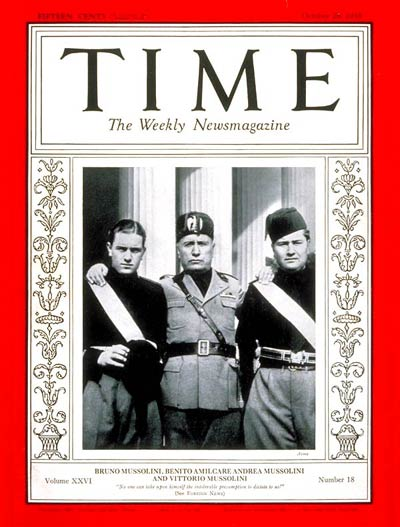
Vittorio Mussolini (à droite), en compagnie de son père (au centre) et de son frère Bruno (à gauche), en couverture de l’hebdomadaire Time d’octobre 1935.

En 1932, déjà passionné de cinéma, Vittorio avait mis en scène et interprété le film Lo sceriffo Tremendone, œuvre d’amateur dont il avait lui-même écrit le scénario et qu’il tourna dans le jardin de la villa Torlonia à Rome, avec l’aide de son frère Bruno, d’amis et de camarades de lycée .
Il écrivit ensuite le scénario de ce qui deviendra le plus grand succès cinématographique italien des années trente, Luciano Serra, pilote (1938), scénario auquel, singulièrement, collabora aussi Roberto Rossellini, qui devait plus tard, en 1945, tourner Rome, ville ouverte (Roma, città aperta), film anti-fasciste et premier jalon de l’école néoréaliste italienne ; pour l’heure cependant, Rossellini, qui s’était lié d'amitié avec Vittorio Mussolini en 1937, continua de glorifier l’Italie, ses vertus guerrières et le sacrifice à la patrie, tournant en 1941 Le Navire blanc, qui narre le courage de l’équipage d’un navire-hôpital, et dont la production fut supervisée par Vittorio Mussolini, et l’année suivante, Un pilote revient, l’histoire d’un aviateur dont l’avion est abattu en Grèce, puis enfin L'Homme à la croix, qui raconte le sacrifice d’un aumônier militaire pendant la campagne de Russie.
Le 20 octobre 1937, Vittorio Mussolini se rendit aux États-Unis, à Hollywood, pour tenter d’instaurer des relations commerciales avec l’industrie cinématographique américaine. Toutefois, contre toute attente, les majors hollywoodiens l’accueillirent avec hostilité, et la Metro Goldwyn Mayer (MGM) refusa même de le rencontrer, son père Benito Mussolini s’apprêtant alors en effet à constituer avec l’Allemagne nazie et antisémite l’axe Rome-Berlin, finalement scellé le 24 octobre, en vue de venir en aide à l’Espagne franquiste. Plus spécialement, Vittorio Mussolini constitua, conjointement avec le producteur Hal Roach, une société de cinéma baptisée R.A.M. Pictures (pour « Roach and Mussolini ») ; cependant, Roach fut contraint de se retirer de l’affaire sous la pression de la MGM et en raison de l’ostracisme qu’il commençait à subir dans Hollywood (du reste, cette dissension, ajoutée à ses sous-performances commerciales, mit un terme aux relations de Roach avec la MGM). Comme il le confiera dans un entretien, des années plus tard, Vittorio fut très surpris de cette déconvenue, d’autant qu’à cette époque Hollywood exerçait sur lui une grande fascination.
Il dirigea la revue Cinema, à laquelle contribua entre autres Luchino Visconti, et fut président de la société de production cinématographique Alleanza Cinematografica Italiana, où travaillait aussi Federico Fellini.
Dans les années 1940, il poursuivit ses activités de scénariste et de producteur de cinéma, développant, sous le pseudonyme-anagramme de Tito Silvio Mursino, outre le sujet du film déjà cité Un pilote revient (scénario de Michelangelo Antonioni et mise en scène de Roberto Rossellini), celui de I tre aquilotti, réalisé par Mario Mattoli.
Il est à noter que Vittorio Mussolini noua connaissance, voire se lia d’amitié avec nombre de metteurs en scène, écrivains et critiques de cinéma juifs ou de gauche, pendant la brève période, de la fin de la décennie 1930 au début des années 1940, où il fut éditeur de la revue Cinema. Des critiques ouvertement de centre-gauche, tels que Michelangelo Antonioni, voyaient leurs articles publiés dans la revue, et Vittorio offrit même le gîte à l’éminent critique juif allemand Rudolf Arnheim dans la résidence des Mussolini à Rome, la Villa Torlonia.
En 1941, il hérita de son frère Bruno, mort à la suite d'un accident d’avion, la charge de président de la Fédération italienne de boxe.
Avec la chute du régime, durant les quarante-cinq journées de 1943, il résolut, âgé maintenant de 27 ans, de prendre une part active aux événements politiques, dont jusque-là il s’était toujours tenu à l’écart. S’étant précipitamment réfugié en Allemagne après le 25 juillet 1943, il collabora activement avec les Allemands, lesquels, à l’annonce de l’armistice, ainsi que le consigna Goebbels dans son journal, portèrent leur choix sur lui pour faire, aux côtés de Renato Ricci (it) et d’Alessandro Pavolini, rétablir un gouvernement fasciste provisoire en Italie. Lors des journées qui suivirent le 8 septembre, ce trio lança à cette fin, à partir de l’Allemagne, des appels radiophoniques à destination de l’Italie. Le Duce une fois libéré et la République sociale de Salò constituée, Vittorio Mussolini recouvra la charge de secrétaire en chef de son père, mais son rôle se borna en réalité à celui de collaborateur fidèle sans véritable pouvoir de décision. C’est presque par un effet du hasard qu’il ne se joignit pas à la colonne emmenant le Duce hors de Milan vers le lac de Côme, circonstance fortuite à laquelle il devra son salut ; après s’être caché pendant quelques mois dans des institutions religieuses, à Côme d’abord, puis dans d’autres villes italiennes, il finit fin 1946 par s’embarquer clandestinement pour l’Argentine à l’aide d’un faux passeport.

### Après la guerre

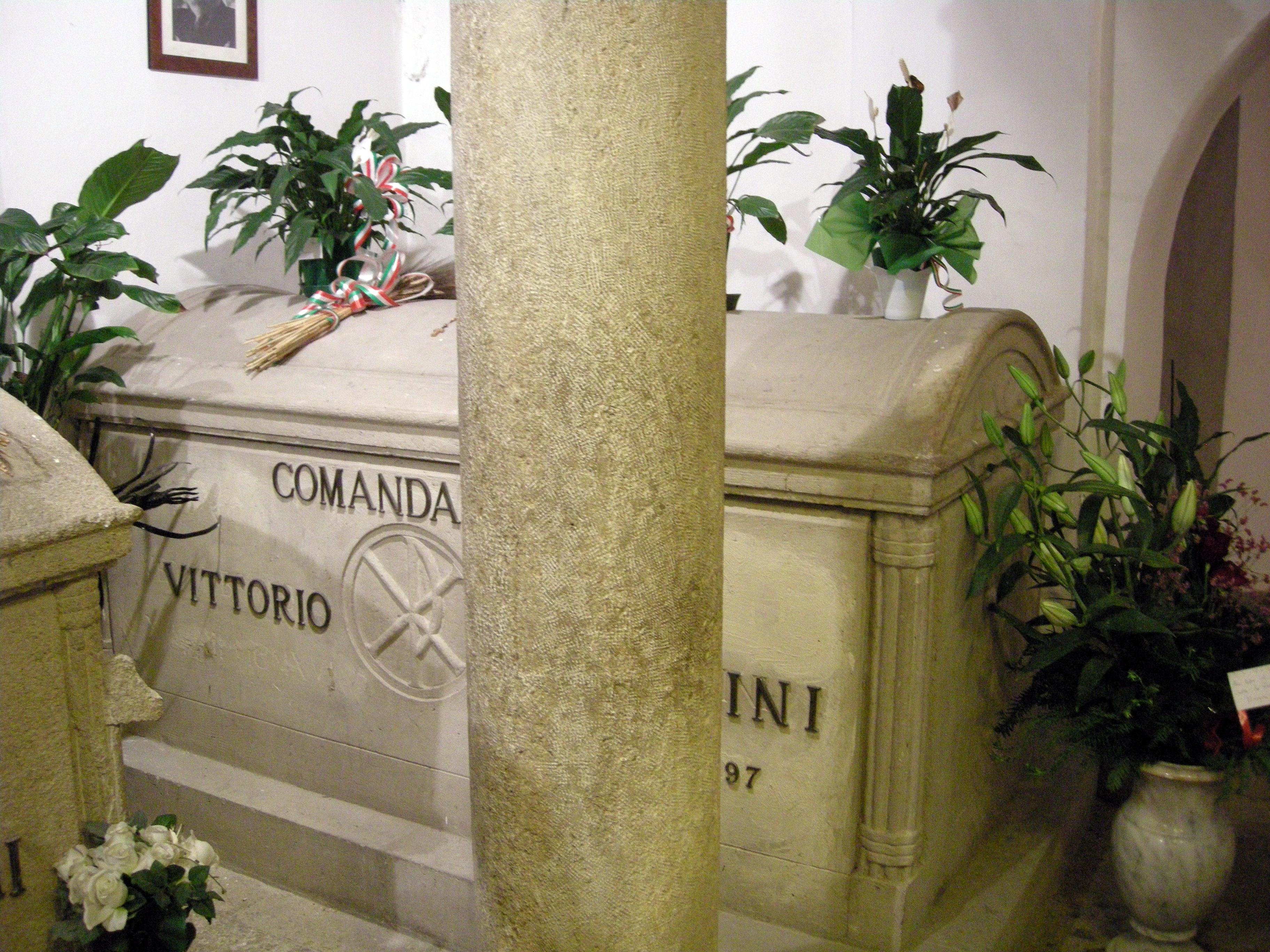
La tombe de Vittorio Mussolini à Predappio (Forlì).

Après la guerre, Vittorio Mussolini s’exila donc volontairement en Argentine, où il ouvrit à Buenos Aires — sans plus s’occuper de cinéma — successivement plusieurs restaurants italiens, tout en entretenant une correspondance avec Giorgio Almirante, chef du parti néofasciste italien MSI, et avec le protégé de celui-ci, Gianfranco Fini. Il rentra définitivement en Italie en 1967, et passa les dernières années de sa vie, jusqu’à sa mort en 1997, en compagnie de sa deuxième épouse dans la résidence familiale, Villa Carpena, à Forlì, pour en assurer la garde, ainsi que celle du mausolée de Predappio. Il se chargea du rôle de mémorialiste familial, faisant paraître des articles et des ouvrages révisionnistes, joliment exécutés et reliés, en tirage limité, tel que Mussolini – Pensiero ed Azione, qui trouvaient aisément preneur dans les milieux néofascistes, et guidant quelques visiteurs sélectionnés dans la demeure familiale des Mussolini. En particulier, il allait répétant que son père ignorait tout de ce qui se passait à Bergen-Belsen et à Auschwitz, mais pour le reste s’abstenait résolument de s’engager en politique.
En 2001, la villa passa sous l’administration d’une personne extérieure à la famille Mussolini, qui l’aménagea, avec la collaboration de Romano Mussolini, en musée.
Vittorio Mussolini eut deux enfants de sa première femme Orsola Buvoli (1914-2009) : Guido et Adria,.

## Filmographie
- 1938 : Luciano Serra, pilote (Luciano Serra pilota) de Goffredo Alessandrini - supervision de la mise en scène
- 1942 : Luisa Sanfelice de Leo Menardi - élaboration du sujet
- 1942 : I cavalieri del deserto de Gino Talamo et Osvaldo Valenti - scénario et adaptation
- 1942 : Un pilote revient de Roberto Rossellini (1942) - élaboration du sujet
- 1942 : I tre aquilotti de Mario Mattoli - élaboration du sujet

## Publications
Ouvrages publiés par Vittorio Mussolini :  
- (it) Vita con mio padre, Milan, 1957
- (it) Due donne nella tempesta, Milan, 1961
- (it) Mussolini e gli uomini nel suo tempo, Rome, 1977